# 王有琈
王有琈（越南语：／；1881年—1941年），原名王廷瑞，越南阮朝官員。

## 生平
王有琈是乂安省英山府南壇縣春柳總雲山社（今屬乂安省南壇縣雲延社）人，嗣德三十四年（1881年）出生。成泰十五年（1903年），在癸卯科乂安場鄉試中考中舉人。維新四年（1910年），會試考中第一名會元，庭試考中第三甲同進士出身，是為該科第一名庭元。後任候補場承旨。